# Okręg wyborczy Bolton West
Okręg wyborczy Bolton West powstał w 1950 r. i wysyła do brytyjskiej Izby Gmin jednego deputowanego.

## Deputowani do brytyjskiej Izby Gmin z okręgu Bolton West
- 1950–1951: John Lewis, Partia Pracy
- 1951–1964: Arthur Holt, Partia Liberalna
- 1964–1970: Gordon Oakes, Partia Pracy
- 1970–1974: Robert Redmond, Partia Konserwatywna
- 1974–1983: Ann Taylor, Partia Pracy
- 1983–1997: Tom Sackville, Partia Konserwatywna
- 1997–2010: Ruth Kelly, Partia Pracy
- 2010–2015: Julie Hilling, Partia Pracy
- 2015–2024: Chris Green, Partia Konserwatywna
- 2015- : Phil Brickell(inne języki), Partia Pracy